# Atalel Anmut
Atalel Anmut (15 dicembre 1999) è una mezzofondista e maratoneta etiope.

## Palmarès
| Anno | Manifestazione     | Sede  | Evento         | Risultato | Prestazione | Note |
| ---- | ------------------ | ----- | -------------- | --------- | ----------- | ---- |
| 2024 | Giochi Panafricani | Accra | Mezza maratona | 6ª        | 1h16'28"    |      |

## Altre competizioni internazionali
2019
- 5ª alla Mezza maratona di Shanghai ( Shanghai) - 1h12'31"
- Argento alla Mezza maratona di Porto ( Porto) - 1h10'50"

2021
- Oro alla Maratona di Stoccolma ( Stoccolma) - 2h29'03"

2022
- Argento alla Milano Marathon ( Milano) - 2h22'21"
- Argento alla Mezza maratona di Buenos Aires ( Buenos Aires) - 1h07'59"

2023
- Argento alla Maratona di Parigi ( Parigi) - 2h23'19"
- 5ª alla Mezza maratona di Buenos Aires ( Buenos Aires) - 1h07'20"

2024
- 7ª alla Maratona di Dubai ( Dubai) - 2h22'23"